# Asarum nanchuanense
Asarum nanchuanense là một loài thực vật có hoa trong họ Aristolochiaceae. Loài này được C.S.Yang & J.L.Wu mô tả khoa học đầu tiên năm 1983.